# James Krishna Floyd
James Krishna Floyd (King's Cross (Londen), 27 augustus 1985) is een Engels acteur. Hij speelde in diverse films en series, waaronder Tormented, Love in a Bottle en Holby City.

## Filmografie

### Film
- 2009: Tormented, als Nasser
- 2010: The Infidel, als Gary Page
- 2011: Everywhere and Nowhere, als Ash Khan
- 2011: Spirit, als Jags
- 2012: My Brother the Devil, als Rashid
- 2014: Hollow, als priester
- 2015: Rogue Agent, als Alex Harks
- 2016: City of Tiny Lights, als Lovely
- 2017: Rearview, als Simon
- 2018: Ostrich, als Will Hewitt
- 2020: All on a Summer's Day, als Simon
- 2021: Love in a Bottle, als Miles
- 2022: The Swimmers, als Emad

### Televisie
- 2006: Holby City, als Anil Chohan
- 2006-2007: Dream Team, als Miguel Lopez
- 2008: Compulsion, als Jaiman
- 2012: Best Possible Taste: The Kenny Everett Story, als Freddie Mercury
- 2012: Falcón, als Rafa Falcon
- 2016: Of Kings and Prophets, als Ishbaal
- 2017-2022: The Good Karma Hospital, als Dr. Gabriel Varma
- 2020-2025: No Man's Land, als Nasser Yasin